# Stanowik
Stanowik (ros.: Становик) – pasmo górskie w azjatyckiej części Rosji, w Kraju Zabajkalskim. Rozciąga się na długości ok. 110 km wzdłuż lewego brzegu Ononu, między jego lewymi dopływami, Kyrą i Akszą. Wznosi się średnio na wysokość 1200–1600 m n.p.m. Najwyższy szczyt osiąga 1916 m n.p.m. Pasmo zbudowane głównie z granodiorytów i skał wulkanicznych. Zbocza porośnięte są tajgą górską.